# Хакон Иварссон
Хакон Иварссон (норв. Håkon Ivarsson) — норвежский государственный деятель XI века. Он был близким советником Магнуса Доброго.

## Биография
Родился в знатной семье — потомок Харальда Прекрасноволосого. Во время власти Кнуда Могучего поддерживал культ святого Олава. После смерти Кнуда в 1035 году, был близким советником Магнуса I. После прибытия в Норвегию Харальда Сигурдссона, поддерживал интересы Магнуса. После смерти Магнуса в 1047 году, Хакон Иварссон стал сторонником Эйнара Брюхотряса. Он ненавидел Харальда Сурового, из-за его отношения к дворянам. После убийства Эйнара Брюхотряса бежал в Данию. В 1062 Харальд пошёл войной на датского короля Свена Эстридсена. Хакон решил присоединиться к норвежцам. Он принял участие в битве при Нисо. В сражении он сыграл важную роль, ударив по флангу датчан. Но в этой битве Хакон Иварссон помешал и Харальду III: он отпустил датского короля. Из-за этого Харальд Суровый приказал убить Хакона Иварссона, но тому удалось сбежать в Швецию.

## Семья
Женился на дочери Магнуса Доброго Ингигерде. Его внуком был король Дании Эрик III. Хакон Иварссон был родственником Эйнара Брюхотряса.

## Комментарии
1. ↑  Отцом бабки Хакона был Хакон Могучий, который, в свою очередь, был правнуком Харальда Прекрасноволосого.